# Rutyna
Rutyna, rutozyd (łac. rutosidum) – organiczny związek chemiczny z grupy glikozydów flawonoidowych. Naturalny związek pochodzenia roślinnego, pozyskiwany z kwiatów perełkowca japońskiego (Styphnolobium japonicum) i z ziela gryki (Fagopyrum esculentum). Po raz pierwszy rutyna została wyizolowana z ziela ruty zwyczajnej (stąd nazwa). Jest czasami błędnie nazywana witaminą P. 

## Właściwości
Wykazuje właściwości antyoksydacyjne. Niweluje szkodliwe działanie wysoce reaktywnych rodników. Spowalnia utlenianie witaminy C (przedłuża tym samym jej działanie). Ponadto ma właściwości uszczelniające naczynia, przeciwzakrzepowe i przeciwwysiękowe. Wzmacnia naczynia włosowate. 
Wykazuje też działanie przeciwzapalne, choć jest to przedmiotem kontrowersji.

## Zastosowanie medyczne
Rutyna zalecana jest w chorobach żył i zaburzeniach mikrokrążenia. Ponadto stosowana jest także w zapobieganiu i leczeniu przeziębienia oraz grypy, jednak wytyczne Narodowego Programu Ochrony Antybiotyków nie zalecają jej używania w takich stanach chorobowych.
W preparatach zazwyczaj występuje w połączeniu z witaminą C, występuje także w suplementach diety.
W lecznictwie stosowane są też półsyntetyczne pochodne rutyny – okserutyny, o podobnym działaniu, lecz lepszej przyswajalności. Zawierają one rutynę modyfikowaną różną liczbą grup hydroksyetylowych.

## Przykładowe rośliny zawierające rutynę
- aronia czarna[15]
- berberys pospolity
- bez czarny
- dziurawiec zwyczajny
- eukaliptus (liść)[16]
- fiołek trójbarwny
- gryka (ziele)[16]
- kapary cierniste
- mięta pieprzowa
- perełkowiec japoński (ziele)[16]
- podbiał pospolity
- rozchodnik ostry
- ruta (ziele)[16]
- szczaw
- szczawik zajęczy (90–120 mg /100 g świeżego surowca[11])
- wyka (ziele)[16]